# Рублёвское сельское поселение
Рублёвское сельское поселение — муниципальное образование в составе Уржумского района Кировской области России.
Центр — деревня Адово.

## История
Рублёвское сельское поселение образовано 1 января 2006 года согласно Закону Кировской области от 07.12.2004 № 284-ЗО.

## Население
| 2010 | 2011 | 2012 | 2013 | 2014 | 2015 | 2016 |
| ---- | ---- | ---- | ---- | ---- | ---- | ---- |
| 367  | →367 | ↘348 | ↘324 | ↘313 | ↘304 | ↘287 |
| 2017 | 2018 | 2019 | 2020 | 2021 |      |      |
| ↘270 | ↘259 | ↘245 | ↘234 | ↘164 |      |      |

## Состав сельского поселения
| № | Населённый пункт | Тип населённого пункта          | Население |
| - | ---------------- | ------------------------------- | --------- |
| 1 | Адово            | деревня, административный центр | 204       |
| 2 | Кончара          | деревня                         | 34        |
| 3 | Мари-Мерзино     | деревня                         | 37        |
| 4 | Меркуши          | деревня                         | 92        |
| 5 | Рублево          | деревня                         | 0         |

### Упразднённые населённые пункты
Деревня Платуны